# No Surprises
No Surprises è un singolo dei Radiohead, tratto dal loro terzo album OK Computer.
Venne pubblicata il 12 gennaio 1998 e raggiunse il quarto posto nella Official Singles Chart.

## Nascita e registrazione
Thom Yorke e Jonny Greenwood hanno creato No Surprises in tour con i R.E.M. nel 1995.  "No Surprises" è stata la prima canzone registrata durante il primo giorno di sessione di registrazione per OK Computer. Il cantante Thom Yorke commentò al riguardo: "Abbiamo fatto infinite versioni dopo [...] ed erano tutte appena cover della prima versione. Così abbiamo rinunciato e siamo tornati all'originale." Gran parte del brano proviene da Yorke, mentre il bridge con il breve solo di chitarra (eseguito nei live con il glockenspiel) è opera di Greenwood. Il giro di chitarra che caratterizza tutto il brano fu creato invece da entrambi.

## Videoclip
Il videoclip di No Surprises, diretto da Grant Gee, è composto da un unico piano sequenza, con la telecamera fissa su Thom Yorke, il cui volto è chiuso in una boccia di vetro simile al casco di un astronauta. La sfera si riempie progressivamente d'acqua per poi svuotarsi bruscamente sul finire del video, quando il cantante mostra segni di malessere.

## Tracce
1. No Surprises – 3:51
2. Palo Alto – 3:45
3. How I Made My Millions – 3:13
4. Airbag (Live In Berlin) – 4:49

## Classifiche
| Classifica (1998) | Posizione massima |
| ----------------- | ----------------- |
| Australia         | 47                |
| Belgio (Fiandre)  | 63                |
| Francia           | 31                |
| Irlanda           | 13                |
| Nuova Zelanda     | 23                |
| Paesi Bassi       | 58                |
| Regno Unito       | 4                 |

## Versioni alternative e cover
Una cover di questo brano è stata eseguita da Irene Grandi e Stefano Bollani.
Alcune versioni sono state registrate da Luka Bloom, Malia, Blake Morgan, Yaron Herman Trio, Christopher O 'Riley, Paige, Peter Jöback, Motorama, Louis Durra, Stanisław Sojka, Northern State e Fabio Brignoli trio nell'album "Filastorta e altri racconti" Ulula records 2012.
La cantante statunitense Amanda Palmer ha registrato una versione di questa canzone per il suo album di cover dei Radiohead effettuate con l'ukelele "Amanda Palmer Performs the Popular Hits of Radiohead on Her Magical Ukulele".
La canzone è stata utilizzata anche nel primo episodio della 6ª stagione della serie tv Dr. House - Medical Division.
Fa parte della colonna sonora del film L'appartamento spagnolo.